# Ericka Portilla
Ericka Natalia Portilla Barrios (Potrerillos, 4 de enero de 1985) es una abogada y política chilena, militante del Partido Comunista de Chile (PCCh). Se desempeñó como Convencional constituyente en representación del distrito N.°4. 
Durante el segundo gobierno de Michelle Bachelet ejeció como Secretaria Regional Ministerial de Transportes y Telecomunicaciones de Atacama y gobernadora de la provincia de Copiapó.

## Biografía

### Familia y estudios
Nació el 4 de enero de 1985 en Potrerillos. Hija de Claudio Eleno Portilla Olivares, minero y colectivero, y de la profesora Marisol Gladys del Carmen Barrios García.
Cursó su educación media en la Escuela Técnico Profesional de Copiapó, egresando en el año 2002. Se recibió como abogada en la Universidad de Atacama. Se ha desempeñado como docente universitaria en distintas áreas y universidades.

## Carrera política

### Gobierno de la Nueva Mayoría
Inició su carrera como dirigente estudiantil. En 2014 fue nombrada Secretaria Regional Ministerial (Seremi) de Transportes y Telecomunicaciones de la Región de Atacama por la presidenta Michelle Bachelet. Desempeñó el cargo hasta el 18 de noviembre de 2016 cuando asume la  gobernación de la Provincia de Copiapó en reemplazo del también militante comunista Mario Rivas. 
Se mantuvo en el cargo hasta el 11 de marzo de 2018, cuando finaliza el gobierno de la Nueva Mayoría.

### Convencional constituyente
Presentó su candidatura a las elecciones de convencionales constituyentes por el pacto Apruebo Dignidad, resultando electa en los comicios del 15 y 16 de mayo con en 12,3% de los votos, transformándose en la primera mayoría regional.
Ejerció el cargo entre el 4 de julio de 2021 y el 4 de julio de 2022, cuando terminaron las funciones de la Convención Constitucional.

### Actividades posteriores
En diciembre de 2023 fue designada, mediante un concurso de Alta Dirección Pública, como directora regional del Instituto Nacional de la Juventud (INJUV) en la Región de Atacama.

## Historial electoral

### Elecciones de convencionales constituyentes de 2021
- Elecciones de convencionales constituyentes de 2021, para convencional constituyente por el Distrito N.º 4 (Alto del Carmen, Caldera, Chañaral, Copiapó, Diego de Almagro, Freirina, Huasco, Tierra Amarilla y Vallenar)[7]

| Candidato                  | Pacto                                    | Partido | Votos  | %     | Resultados   |
| -------------------------- | ---------------------------------------- | ------- | ------ | ----- | ------------ |
| Ericka Portilla Barrios    | Apruebo Dignidad                         | PCCh    | 10.164 | 12,34 | Convencional |
| Constanza San Juan Standen | Asamblea Constituyente Atacama           | ILWJ    | 7.904  | 9,60  | Convencional |
| Pamela Vargas Toledo       | Partido Ecologista Verde                 | PEV     | 6.386  | 7,75  |              |
| Flavia Torrealba Díaz      | Apruebo Dignidad                         | FREVS   | 4.550  | 5,52  |              |
| Pilar Triviño González     | Asamblea Constituyente Atacama           | ILWJ    | 4.433  | 5,38  |              |
| Rodrigo Pérez Lisicic      | Independiente                            | Ind.    | 4.429  | 5,38  |              |
| Cristina Bravo Bassi       | Vamos por Chile                          | RN      | 4.076  | 4,95  |              |
| Guillermo Namor Kong       | Independientes por la Nueva Constitución | ILZT    | 4.049  | 4,93  | Convencional |
| Miriam Henríquez Viñas     | Independientes por la Nueva Constitución | ILZT    | 3.727  | 4,52  |              |
| Mario Maturana Claro       | Independientes por la Nueva Constitución | ILZT    | 3.726  | 4,52  |              |
| Maximiliano Hurtado Roco   | Lista del Apruebo                        | PS      | 3.088  | 3,75  | Convencional |